# Melinaea
Melinaea är ett släkte av fjärilar. Melinaea ingår i familjen praktfjärilar.

## Bildgalleri

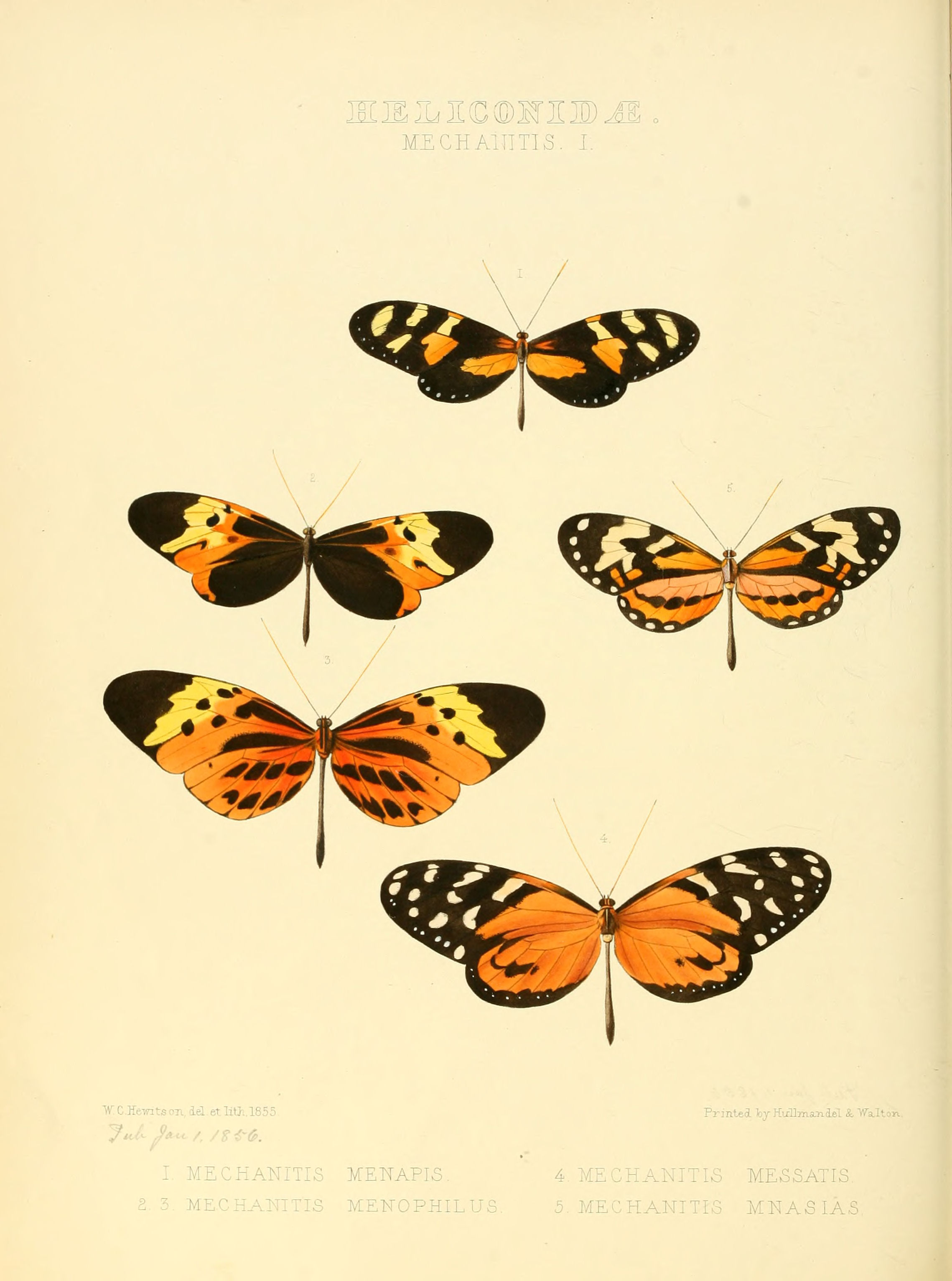
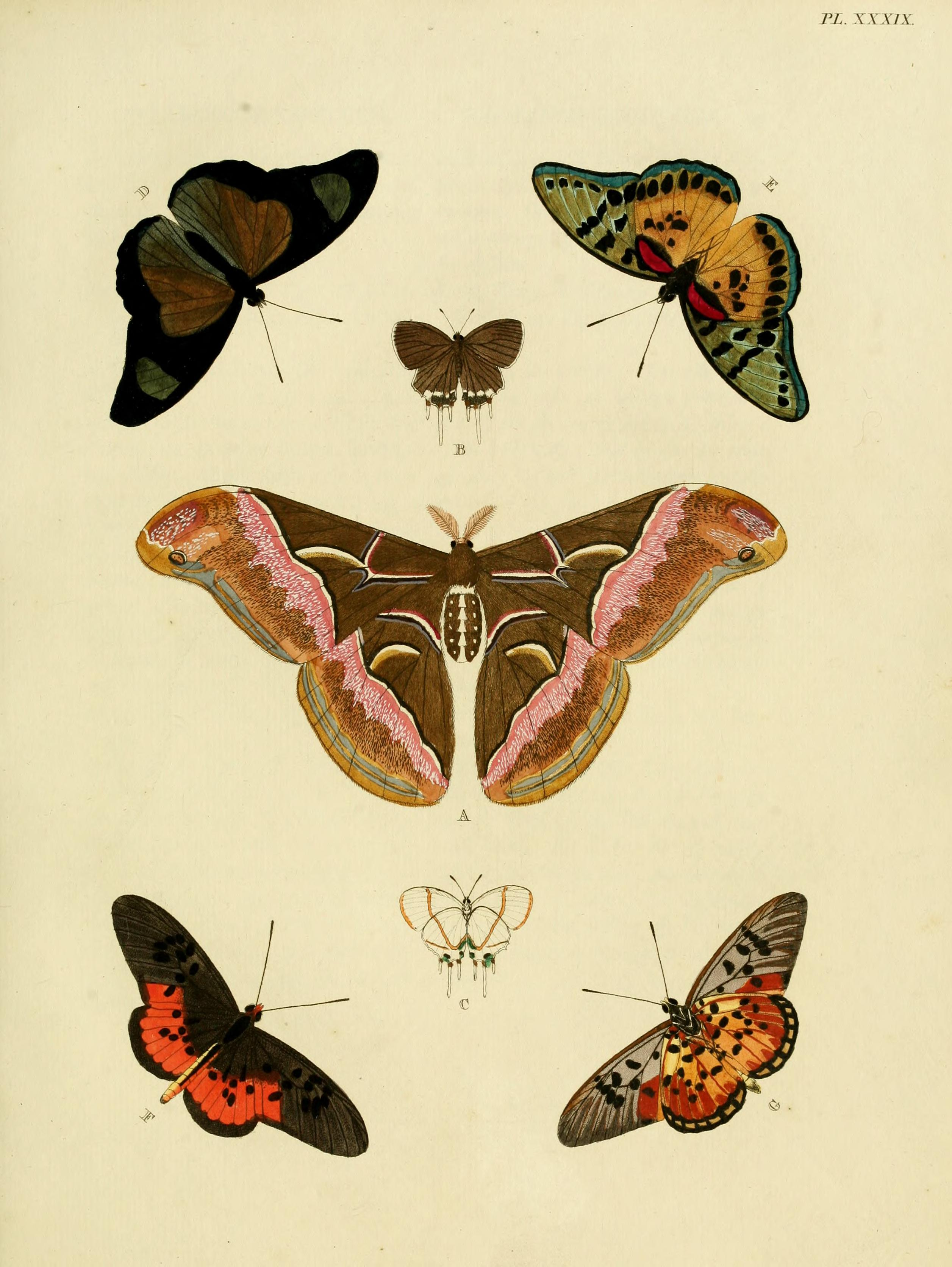
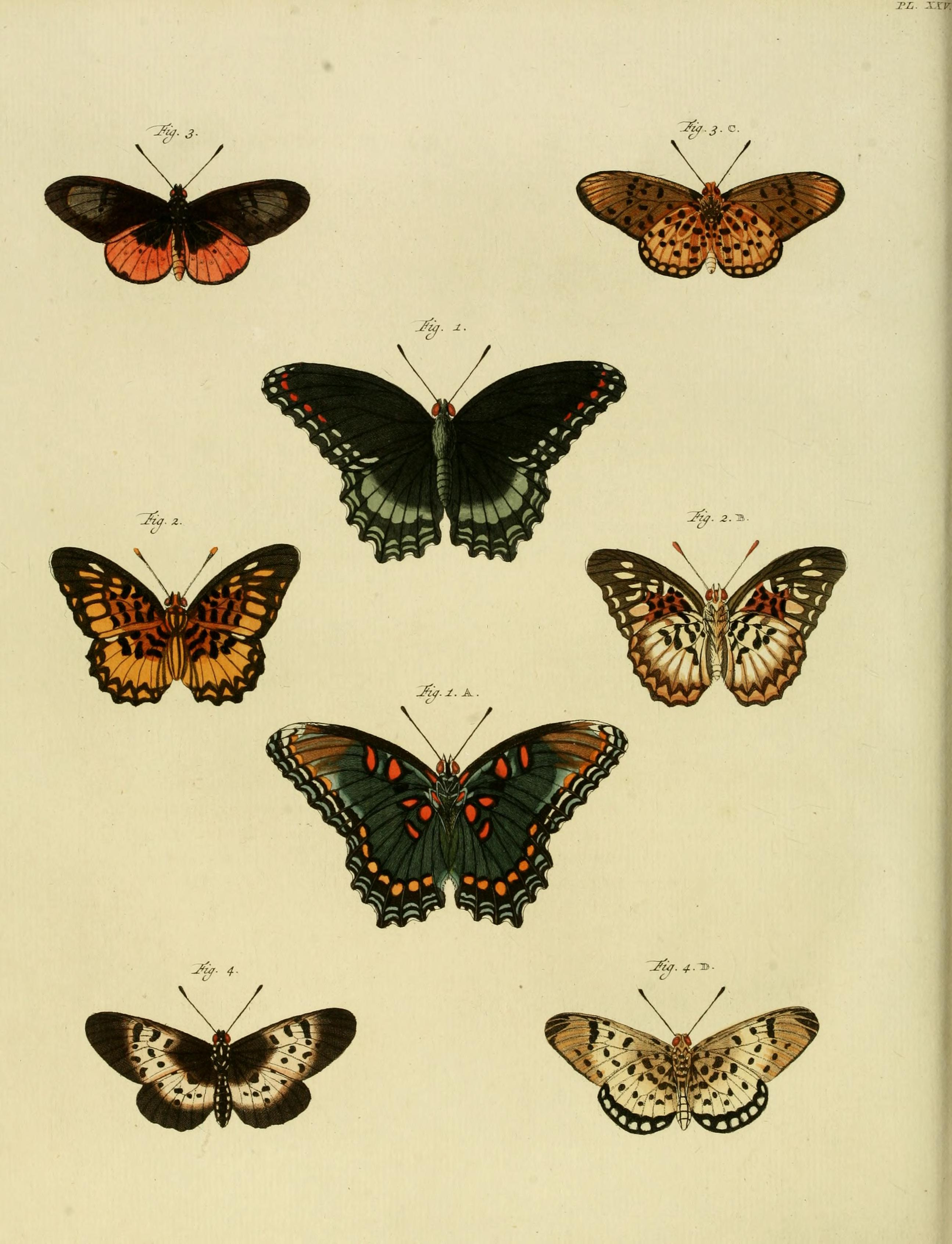
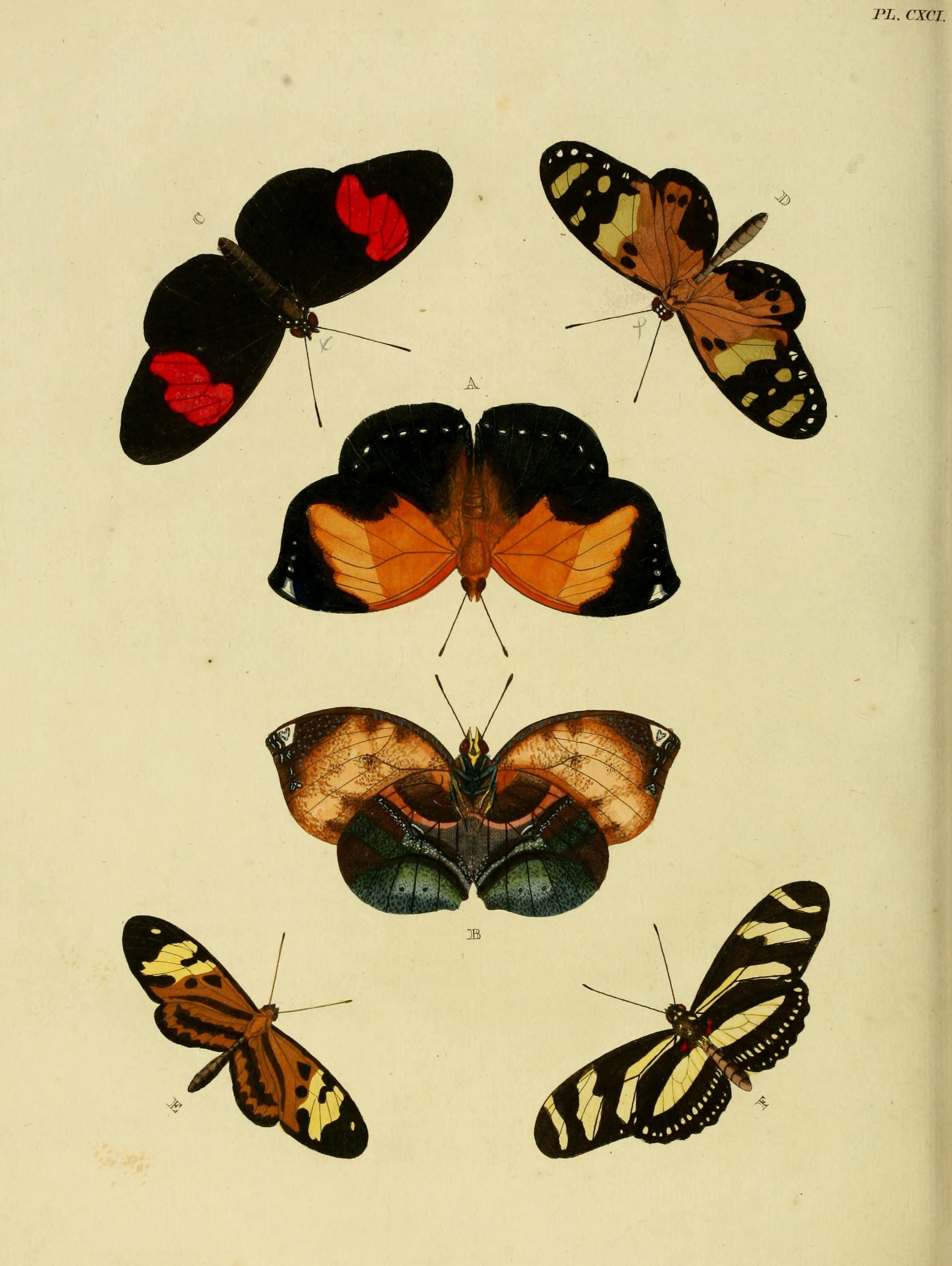
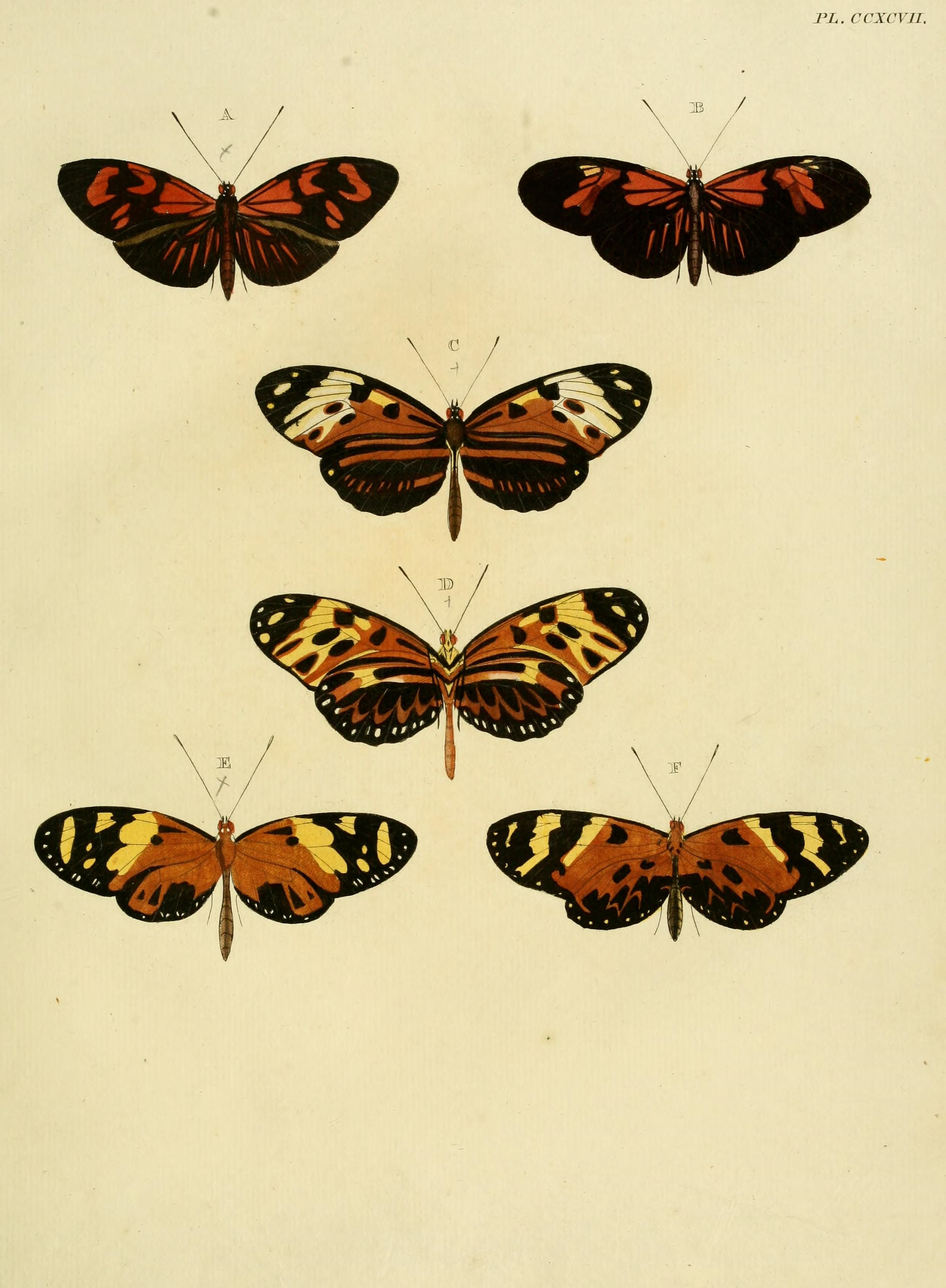
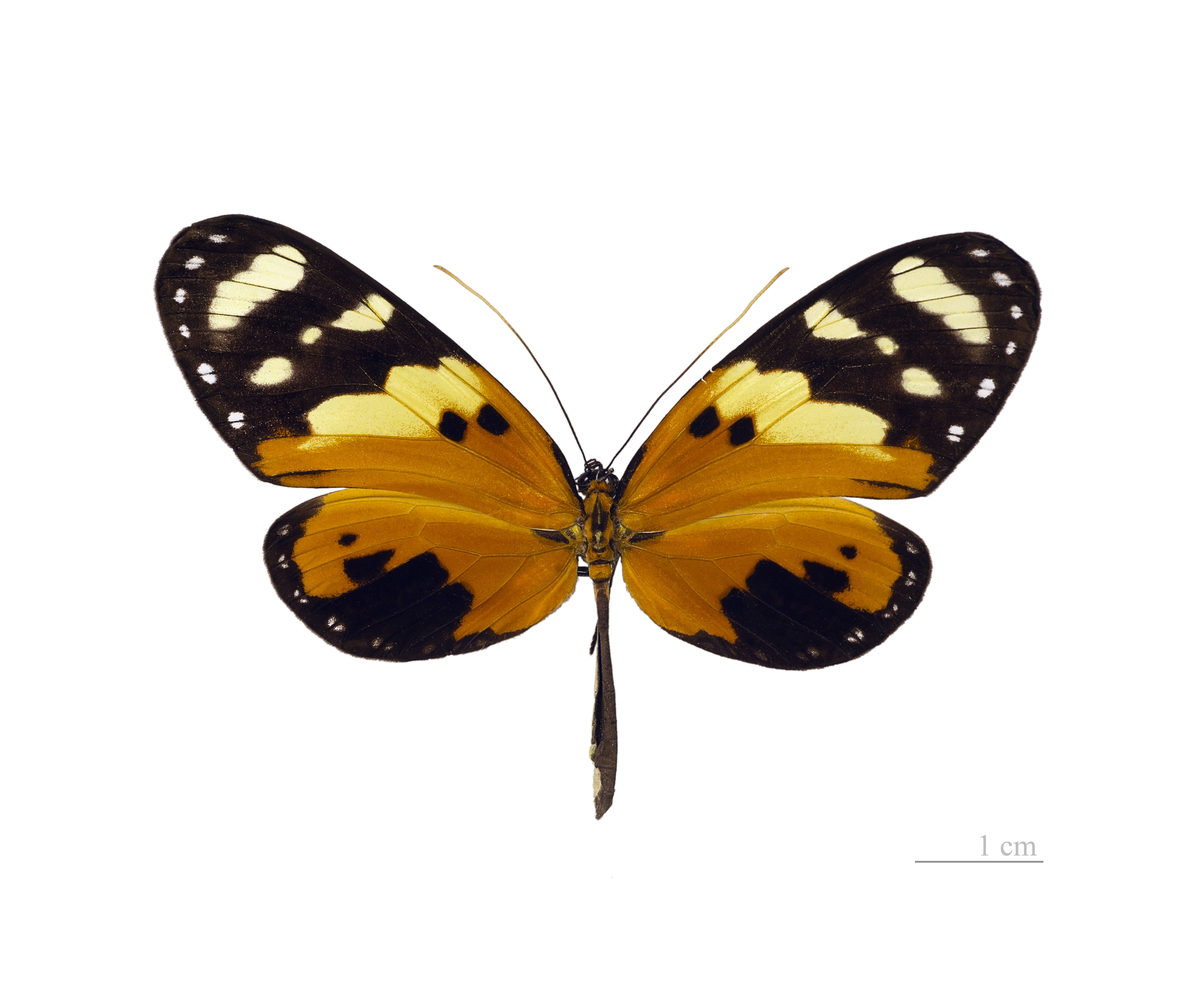

## Dottertaxa tillMelinaea, i alfabetisk ordning[1]
- Melinaea abitagua
- Melinaea acreana
- Melinaea aequatoriensis
- Melinaea agricola
- Melinaea anina
- Melinaea aurantia
- Melinaea boliviana
- Melinaea borealis
- Melinaea brunnea
- Melinaea chincha
- Melinaea clara
- Melinaea cocana
- Melinaea comma
- Melinaea crameri
- Melinaea cydippe
- Melinaea cydon
- Melinaea discurrens
- Melinaea divisa
- Melinaea dodona
- Melinaea dora
- Melinaea egena
- Melinaea egina
- Melinaea ehesta
- Melinaea eratosthenes
- Melinaea erica
- Melinaea ernestoi
- Melinaea eryx
- Melinaea ethra
- Melinaea ezra
- Melinaea flavicans
- Melinaea flavosignata
- Melinaea hicetas
- Melinaea idea
- Melinaea imitata
- Melinaea incisa
- Melinaea ishka
- Melinaea isocomma
- Melinaea juruaensis
- Melinaea kayei
- Melinaea lamasi
- Melinaea lateapicalis
- Melinaea lilis
- Melinaea limitata
- Melinaea lucifer
- Melinaea ludovica
- Melinaea lutzi
- Melinaea macaria
- Melinaea maculosa
- Melinaea madeira
- Melinaea maëlus
- Melinaea maenius
- Melinaea maeonis
- Melinaea magnifica
- Melinaea manga
- Melinaea manuelito
- Melinaea marsaeus
- Melinaea mauensis
- Melinaea mayi
- Melinaea mediatrix
- Melinaea membrosa
- Melinaea menophilus
- Melinaea messatis
- Melinaea messenina
- Melinaea mnasias
- Melinaea mneme
- Melinaea mnemopsis
- Melinaea mothone
- Melinaea neblinae
- Melinaea orestes
- Melinaea paraiya
- Melinaea parallelis
- Melinaea pardalis
- Melinaea phasiana
- Melinaea phasis
- Melinaea polymnia
- Melinaea pothete
- Melinaea purusana
- Melinaea ribbei
- Melinaea rileyi
- Melinaea romani
- Melinaea romualdo
- Melinaea rondonia
- Melinaea satevis
- Melinaea scylax
- Melinaea simulator
- Melinaea sola
- Melinaea strigilis
- Melinaea tachypetis
- Melinaea tarapotensis
- Melinaea tecta
- Melinaea thera
- Melinaea vespertina
- Melinaea zamora
- Melinaea zaneka